# Dormammu
Dormammu là một nhân vật hư cấu xuất hiện trong truyện tranh Mỹ được xuất bản bởi Marvel Comics. Các nhân vật đầu tiên xuất hiện trong Strange Tales#126 (tháng 11 năm 1964), và đã được tạo ra bởi Stan Lee và Steve Ditko.
Ra mắt tại Silver Age of comic books, Dormammu đã xuất hiện trong sáu thập kỷ của các ấn phẩm của Marvel, có tính nổi bật trong bộ Doctor Strange là một kẻ thù định của hàng loạt anh hùng huyền bí. Các nhân vật cũng đã xuất hiện trong hàng hóa liên quan của Marvel như phim (Phim Doctor Strange: Phù thủy tối thượng), phim truyền hình, hoạt hình, đồ chơi, thẻ kinh doanh, và các trò chơi video.
Trong năm 2009, Dormammu được xếp hạng thứ 56 trong danh sách nhân vật phản diện nhất trong truyện tranh mọi thời đại

## Bối cảnh lịch sử